# Nino Burjanadze
Nino Burjanadze (în georgiană ნინო ბურჯანაძე pronunție în georgiană [ninɔ burd͡ʒanad͡zɛ], transliterat și Burdjanadze; n. 16 iulie 1964) este o politiciană și juristă georgiană, care a ocupat funcția de Președinte al Parlamentului Georgian din noiembrie 2001 până în iunie 2008, și de asemenea a servit în calitate de șef al statului Georgian de două ori; prima oară între 23 noiembrie 2003 și 25 ianuarie 2004, atunci când Eduard Șevardnadze a demisionat în urma Revoluției Trandafirilor, și a doua oară între 25 noiembrie 2007 și 20 ianuarie 2008, atunci când Miheil Saakașvili a demisionat reintrând ulterior în cursa electorală prezidențială anticipată.